# Рупрехтсхофен
Рупрехтсхофен (нем. Ruprechtshofen) — ярмарочная коммуна (нем. Marktgemeinde) в Австрии, в федеральной земле Нижняя Австрия. 
Входит в состав округа Мельк.  Население составляет 2245 человек (на 31 декабря 2005 года). Занимает площадь 30,51 км². Официальный код  —  31537.

## Политическая ситуация
Бургомистр коммуны — Леопольд Грубер-Доберер (АНП) по результатам выборов 2010 года.
Совет представителей коммуны (нем. Gemeinderat) состоит из 21 места.
- АНП занимает 15 мест.
- АПС занимает 4 места.
- СДПА занимает 2 места.